# ハル (アニメ)
『ハル』は、2013年6月8日に松竹系で公開されたWIT STUDIO制作の日本の中編アニメーション映画作品。

## 概要
“近未来の京都で生まれた、人とロボットの奇跡のラブストーリー”を掲げるオリジナルアニメ。漫画家・咲坂伊緒がキャラクター原案を担当し、Production I.Gから独立したWIT STUDIOが手がける初の劇場用アニメとなる。監督は今作が初監督作品となる牧原亮太郎、脚本はアニメ初参加の木皿泉、主題歌はメインキャストを演じる日笠陽子がソロアーティストとして初めて劇場アニメ主題歌を担当する。
また、公開に先駆けて『別冊マーガレット』（集英社）2013年4月号別冊付録『別マTWO』Vol.9から、綾瀬羽美作画による漫画版が連載開始。公開直前の2013年5月31日には、木皿泉による小説『ハル』がマッグガーデンから発売された。

## ストーリー
前掲のように、”近未来の京都で生まれた、人とロボットの奇跡のラブストーリー”である。公式サイトでは、恋人であるハルと死別したくるみのもとへ、「ロボハル」（ハルによく似たロボット）ことキューイチ（Q01）が赴き、心の支えとなる旨のストーリーとされている。しかし、実際には、帰らぬ人となったのはくるみであり、恋人を失ったハルは心を閉ざし、自分をロボットと思い込む。ハルは「ロボハル」としてくるみのもとへ赴き、キューイチはくるみとしてハルを出迎える。

### 開幕
ハルが飛行機事故で帰らぬ人となる。キューイチは「ロボハル」として、心を閉ざしたくるみのもとへ赴く。「ロボハル」は、くるみがルービックキューブに記載した願い事を頼りに、くるみの心の支えとなるよう奮闘する。
キューイチの開発者でありケアセンターのドクターである荒波は、人の心を解さない「ロボハル」を導き、「ロボハル」も京都の人々と触れ合うことで、人の心を取り戻していく。当初は「ロボハル」を拒絶していたくるみも、献身的な「ロボハル」に心を開いていく。

### 物語の転機
「ロボハル」は、かつてのハルの友人であるリュウと出会う。ハルは奴隷同然の境遇からこの友人と脱出し、放浪していたときにくるみと出会った。くるみはハルの支えになると宣言する。ハルは高額な治療費が原因で一家離散した経緯から、お金さえあれば皆優しくしてくれると信じており、くるみの思いがつまった品物を売り飛ばしてしまった。それがもとでくるみと喧嘩別れしてしまう。
リュウはくるみを売り飛ばそうと「ロボハル」に持ちかけるが拒否される。リュウは仲間とともにくるみを拉致しようとする。「ロボハル」とともに逃げていたくるみは増水した用水路に転落してしまう。

### 真相
くるみ（開幕ではハルとされる）が飛行機事故で帰らぬ人となる。喧嘩別れのまま恋人を失ったハルは心を閉ざし、自分をロボットであると思い込む。ハルに必要なのはくるみであると、荒波はくるみの祖父である時夫に告げる。くるみの遺体に付き添っていたキューイチは、ロボットとして派遣されたハル（いわゆるロボハル）をくるみとして出迎えるよう命ぜられる。

### 閉幕
水路に落ちたくるみ（キューイチ）を見てハルは感情を高ぶらせ、リュウの制止を振り切り水路に飛び込む。くるみはハルに別れを告げ、リュウの激励もあってハルは立ち直る。

## 登場人物
ハル / ロボハル
声 - 細谷佳正
亡くなったハルの姿をしたロボット。ハルの代わりとして、ケアセンターから派遣される。
くるみ
声 - 日笠陽子
恋人のハルを事故で失い、生きる力をなくしてしまう。
リュウ
声 - 宮野真守
ハルの旧友。
荒波
声 - 辻親八
ケアセンターのドクター。
時夫
声 - 大木民夫
くるみの祖父。

## スタッフ
- 監督 - 牧原亮太郎[6]
- 脚本 - 木皿泉[6]
- キャラクター原案 - 咲坂伊緒[6]
- アニメーションキャラクター・総作画監督 - 北田勝彦[6]
- 小物設定・作画監督 - 長谷川ひとみ[6]
- 作画監督 - 加藤寛崇・野崎あつこ[6]・山本祐子[6]
- 美術監督 - 竹田悠介[6]
- 美術設定 - 塩澤良憲[6]
- 色彩設計 - 藤田裕子[6]
- CGディレクター - 西田映美子[6]
- 撮影監督 - 田中宏侍[6]
- 編集 - 肥田文[6]
- 音響監督 - はたしょう二[6]
- 音楽 - 大島ミチル[6]
- キービジュアルアートディレクター - 清川あさみ
- アニメーションプロデューサー - 中武哲也
- プロデューサー - 和田丈嗣
- アニメーション制作 - WIT STUDIO[6]
- 製作 - 『ハル』製作委員会[6]（松竹、PONY CANYON、Production I.G）
- 配給 - 松竹

## 主題歌
「終わらない詩」
作詞 - yamazo、稲葉エミ / 作曲・編曲 - yamazo / 歌 - 日笠陽子

## 関連商品

### Blu-ray / DVD
2013年12月18日発売。発売元は松竹ホームビデオ、販売元はポニーキャニオン。通常版はDVDのみ。
- 初回限定豪華版
  - Blu-ray：PCXE-50326、DVD：PCBE-54406
  - ディスク1
    - 本編
    - 特典映像
      - 細谷佳正 / 日笠陽子 特別インタビュー
      - 完成披露試写会などイベント映像集
      - 制作工程（メイキング）
      - 細谷佳正プレアフレコ（声の出演）
      - 絵コンテ
      - 原画
      - 予告編

  - ディスク2
    - オリジナルサウンドトラックCD

  - 封入特典
    - 特製ブックレット
    - ポストカードセット

  - 咲坂伊緒描き下ろし特製スリーブ
- 通常版
  - DVD：PCBE-54407
  - 本編ディスク

### 書籍
コミカライズ
- 綾瀬羽美 『ハル』 集英社 〈マーガレットコミックス〉、全1巻
  - 2013年6月25日発売、『別冊マーガレット』2013年4月号別冊付録『別マTWO』Vol.9 - 7月号『別マTWO』Vol.12、ISBN 978-4-08-845063-6
    - 番外編 春の日（描きおろし）

ノベライズ
- 木皿泉 『ハル』 マッグガーデン〈WIT NOVEL〉、2013年5月、ISBN 978-4-08-845063-6

ファンブック
- 『劇場アニメーション「ハル」公式ファンブック』 ポニーキャニオン〈ぽにきゃんBOOKS〉、2013年5月、ISBN 978-4-901637-93-0